# Europeiska au pair-avtalet
Europeiska au pair-avtalet (engelska: European Agreement on Au Pair Placement), är ett avtal inom Europarådet som ursprungligen undertecknades i Strasbourg den 24 november 1969. Det trädde i kraft 30 maj 1971, och gäller au pair-placeringar. Det innebär att den placerade helst varken skall se som traditionellt anställd hushållspersonal eller som en traditionell student.
Förslag har väckts om att ansluta Sverige till avtalet.

## Lista
| Land      | Skrev på                          | Godkännande     | Godkännandet trädde i kraft | Avtal uppsagt     | Uppsägandet trädde i kraft | Övrigt | Källa-källor |
| --------- | --------------------------------- | --------------- | --------------------------- | ----------------- | -------------------------- | ------ | ------------ |
| Belgien   | 24 november 1969                  |                 |                             |                   |                            |        | [ 3 ]        |
| Bulgarien | 9 mars 2002                       |                 |                             |                   |                            |        | [ 3 ]        |
| Danmark   | 29 april 1971                     | 29 april 1971   | 30 maj 1971                 |                   |                            |        | [ 3 ]        |
| Finland   | 17 juni 1997                      |                 |                             |                   |                            |        | [ 3 ]        |
| Frankrike | 3 juni 1970                       | 5 februari 1971 | 30 maj 1971                 |                   |                            |        | [ 3 ]        |
| Grekland  | 22 augusti 1979                   |                 |                             |                   |                            |        | [ 3 ]        |
| Italien   | 24 november 1969                  | 8 november 1973 | 9 december 1973             |                   |                            |        | [ 3 ]        |
| Luxemburg | 12 december 1969                  | 24 juli 1990    | 25 augusti 1990             | 23 september 2002 | 24 mars 2003               |        | [ 3 ]        |
| Moldavien | 27 juni 2001                      |                 |                             |                   |                            |        | [ 3 ]        |
| Norge     | 29 april 1971                     | 29 april 1971   | 30 maj 1971                 |                   |                            |        | [ 3 ]        |
| Spanien   | 24 januari 1986                   | 11 augusti 1988 | 12 september 1988           |                   |                            |        | [ 3 ]        |
| Schweiz   | 18 mars 1970                      |                 |                             |                   |                            |        | [ 3 ]        |
| Tyskland  | 2 oktober 1976 (som Västtyskland) |                 |                             |                   |                            |        | [ 3 ]        |

### Fotnoter
1. ↑  ”European Agreement on Au Pair Placement”. Europarådet. 5 april 1969. Arkiverad från originalet den 19 augusti 2012. https://web.archive.org/web/20120819005007/http://www.conventions.coe.int/Treaty/Commun/ChercheSig.asp?NT=068&CM=1&DF=&CL=ENG. Läst 18 september 2012.
2. ↑  ”Europeiska au pair-avtalet”. Sveriges riksdag. 4 oktober 2007. http://www.riksdagen.se/sv/Dokument-Lagar/Forslag/Motioner/Europeiska-au-pair-avtalet_GV02U325/?text=true. Läst 18 september 2012.
3. 1 2 3 4 5 6 7 8 9 10 11 12 13  ”European Agreement on Au Pair Placement”. Europarådet. 5 april 1969. Arkiverad från originalet den 19 augusti 2012. https://web.archive.org/web/20120819005007/http://www.conventions.coe.int/Treaty/Commun/ChercheSig.asp?NT=068&CM=1&DF=&CL=ENG. Läst 18 september 2012.